# Kesambi (Bandung)
Kesambi is een bestuurslaag in het regentschap Tulungagung van de provincie Oost-Java, Indonesië. Kesambi telt 2623 inwoners (volkstelling 2010).